# Spezzano della Sila
Spezzano della Sila (Spezzànu o Spezzànu Rànnë in calabrese) è un comune italiano di 4 281 abitanti della provincia di Cosenza in Calabria.

## Geografia fisica

### Territorio
Caratteristico paese montano situato a 800 m s.l.m. in provincia di Cosenza, si trova immerso in un suggestivo paesaggio naturalistico caratterizzato da boschi di castagno, conifere e faggi, alle porte della Sila Grande, a est di Cosenza. Il territorio comunale si estende sull'altopiano silano e ha un'altitudine minima di 575 metri s.l.m. e una massima di 1813 (Serra Stella).

### Clima
A causa della Catena Costiera che annulla quasi completamente l'influenza del vicino Mar Tirreno, il clima si presenta di tipo appenninico di transizione con inverni freddi ed estati mediamente calde. Le precipitazioni sono abbondanti dal periodo autunnale a quello primaverile con fenomeni che nei mesi invernali possono spesso tramutarsi in nevosi; non sono rari i temporali nei pomeriggi estivi.

## Storia
Il primo centro abitato risale al IX secolo e fu fondato da un gruppo di profughi cosentini, scappati alle incursioni saracene. Durante la dominazione francese la popolazione si schierò dalla parte dei Borboni e nel 1799, a seguito del riordino amministrativo disposto dal generale Championnet, il paese divenne Comune a sé e fu inserito nel cantone di Cosenza, suddiviso successivamente in Spezzano Grande e Spezzano Piccolo, mentre nel 1927 furono riuniti d'autorità in un unico centro, denominato Spezzano della Sila.
Negli anni della seconda guerra mondiale, tra il 1940 e il 1943, Spezzano fu uno dei 14 comuni della Calabria designati dalle autorità fasciste ad accogliere profughi ebrei in internamento libero. I 22 internati provenivano in maggioranza dalla Polonia. Nel settembre 1943, i 5 di essi, che si trovavano ancora in paese, furono tutti liberati con l'arrivo dell'esercito alleato e così i 14 di loro trasferiti nel frattempo a Ferramonti di Tarsia. Riuscirono a sfuggire alla deportazione anche i 3 componenti della famiglia Buchwald, che da Spezzano erano stati inviati nel 1941 in Lombardia a Merate.

## Il paese

### Centro urbano
Solo nei primi del '900, dopo il ritorno degli emigranti, si è avuto un incremento dell'edilizia, a monte e a valle di via Roma e Corso Umberto. Successivamente, dopo la costruzione della strada di accesso alla stazione ferroviaria si è verificato un ulteriore aumento nelle seguenti zone, ora note come parte nuova del paese: Cona o Ventulilla, Spezzanello, Stazione, Gaudenti e Pantana.

### Centro storico
Via S. Biagio o Pedalina: fu il primo rione abitato perché vi sgorga una sorgente detta "frisulu" che significa appunto luogo ricco d'acqua, elemento importante per le costruzioni di un centro abitato. La tradizione narra che in questo luogo paludoso, i primi abitanti rinvennero un'effigie di San Biagio e per tal motivo vi edificarono una chiesa dedicata allo stesso santo e lo nominarono Santo patrono del comune. Nello stesso rione, il fabbricato più antico e imponente è quello dei Bonifacio, ora dei fratelli Lecce.
Nello stesso rione sorse il primo mulino del paese.
S. Maria: questo rione comprende le case di via Fontana, via Timpone e via S.Nicola, deve il suo nome alla presenza della chiesa in onore di S. Maria dell'Ulmo, ora adibita a Pretura. Nei pressi della chiesa e quindi nel rione sgorgano da secoli i "canali".
S. Marco: questo rione comprende anche via S. Francesco (silica). In questa strada sulla porta del sig. Salvatore Lecce è incisa la data 1557. È un antico rione ed il suo nome deriva dalla chiesa dedicata al santo stesso, non più esistente. Nel rione San Marco, le costruzioni più antiche sono i palazzi Palmieri. Salendo la via San Marco, verso il convento di San Francesco, il primo è ubicato in basso e a sinistra della piazza, ha forma quadrangolare ed occupa una superficie di mille metri quadrati. Da un lato, si affaccia su corso Umberto primo e, dall'altro lato, dove è posta la facciata principale, sulla piazzetta San Marco. Il secondo palazzo è situato nella stessa strada, in alto e a valle del convento. Anche questo, come il primo, si affaccia sulla via San Marco e, dal lato opposto, "nell'orto dei Signori Palmieri".... Nel 1806, i fratelli don Gennaro ed il dottore fisico don Gaetano Palmieri, possidenti di Rossano, furono uccisi barbaramente e derubati, nell'abitazione di Spezzano Grande, dalla banda del brigante Merenda, sostenitore della causa borbonica (A. Mozzillo, Cronache di Calabria in guerra). In seguito, risultarono inutili le istanze del dottore fisico don Francesco Palmieri, fratello dei due trucidati, affinché un loro congiunto fosse ammesso "a piazza franca", ammesso cioè in un collegio statale per continuare gli studi gratuitamente (U.Caldora, Calabria Napoleonica).
S. Pietro: comprende via Croce e via Cozzolino. Gravita intorno alla chiesa di S. Pietro, seconda in ordine di costruzione a Spezzano, l'edificio più importante è il Palazzo Monaco, in via Croce, sotto un arco ormai annerito dal tempo, si poteva leggere un'insegna commerciale "Francesco Cannata- vendita di vino e generi diversi". Un po' più in alto appena visibile la data 1601, il fabbricato apparteneva alla Famiglia Amantea.
Su un angolo della casa Granata attigua a quella sopra citata si legge la data 1836.
Via Cozzolino era anche chiamata "Chianetto" perché pianeggiante.
Nord Viale: è una zona a nord del paese da cui prende il nome. In altri tempi questa strada era indicata come "ruga d'ì pielli" espressione dialettale che significa "ragapielli", cioè straccioni, poveri. Infatti, la zona era costruita nella maggior parte da casupole più che case. Nella piazzetta antistante la casa Noce, esistono dei ruderi, sui quali si notano tracce di una cappella dedicata a S. Giovanni. In una soffitta di un fabbricato, si possono notare le "pignatelle d'ì briganti", consistenti in buchi foderati con uno strato d'argilla che servivano a nascondere denaro e oggetti preziosi, ma più probabilmente vi veniva conservata la polvere da sparo al riparo dall'umidità. Questo rione è un vero e proprio labirinto, cioè decine e decine di stradelle che si ramificano in tutto il rione, probabilmente per confondere i ladri e poterli catturare.
Piantarella: il rione è sorto alla fine del '700. Si trova subito più in basso rispetto a Nord Viale.
Questa zona era indicata come agricola, poi come parzialmente abitata. La casa più antica è quella di De Franco.

## Monumenti e luoghi di interesse

### San Francesco e il convento

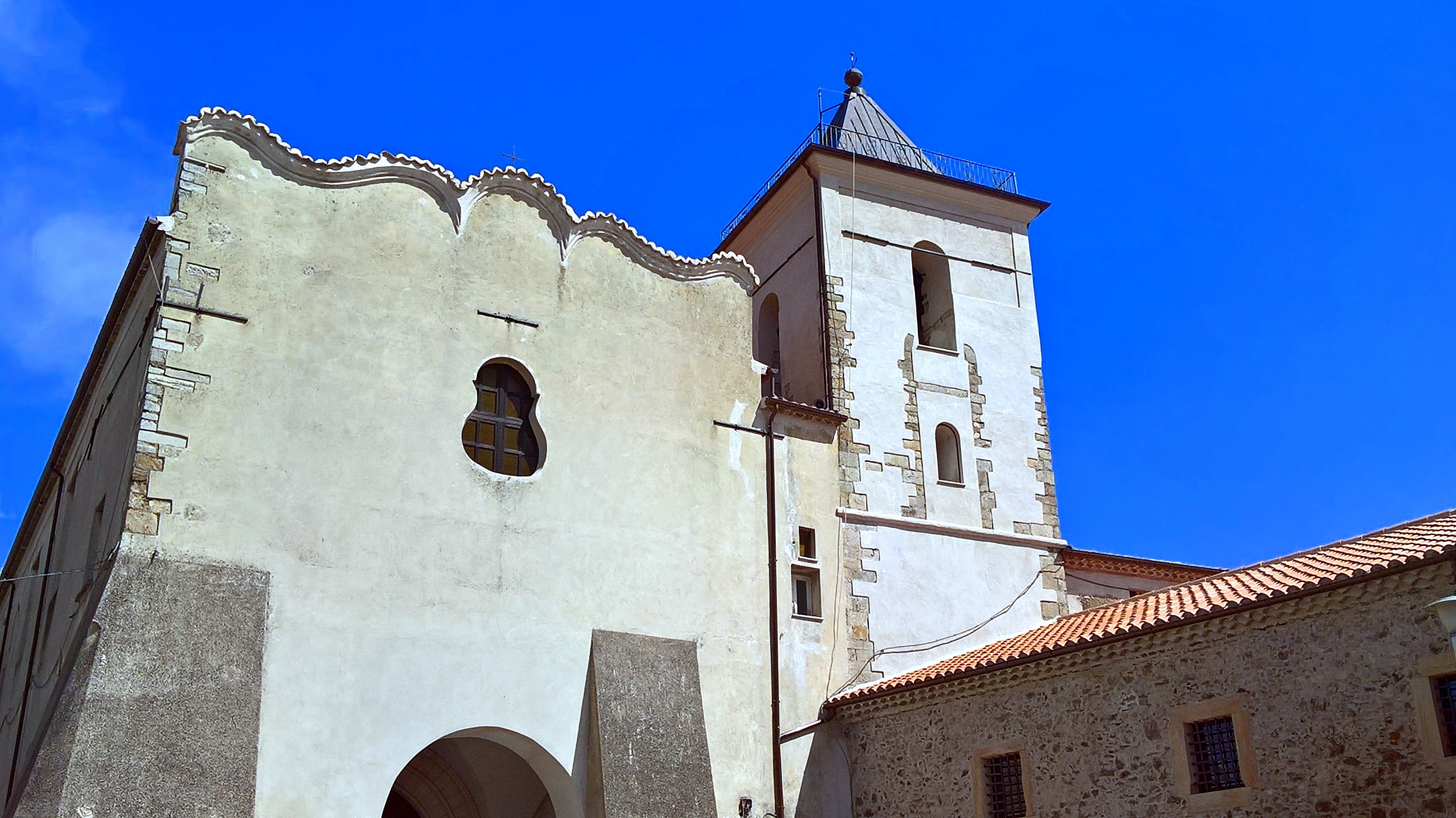
Il santuario di San Francesco di Paola

Il convento di Spezzano è cronologicamente la terza delle chiese costruite dal santo stesso, nel 1474, dopo quelle fondate nella sua città natale, Paola, e a Paterno, città del fidato collaboratore frà Paolo, ma è il primo al mondo nell'ordine francescano della Charitas. Le festività in onore di san Francesco sono note in tutta la Calabria per la loro grandezza, durando circa dieci giorni intorno alla terza domenica di settembre.
In altri tempi a chi saliva la gradinata di accesso al convento, la facciata della chiesa appariva maestosa, sugli scalini di cemento si potevano leggere i nomi dei devoti che avevano contribuito economicamente alla costruzione della scalinata, che ora risulta completamente rinnovata. Prima della chiesa si nota l'ex carcere mandamentale.
Quella di san Francesco è la festa di Spezzano per antonomasia e da anni immemori i festeggiamenti sono sempre stati eccezionali, in anni passati questi erano meno vistosi ma comunque bellissimi. Si dava inizio alla festa al nono giorno antecedente alla terza domenica di settembre con il chiassoso rullio dei tamburi che suonatori esperti facevano risuonare per le vie del paese, preceduti e seguiti da flotte di ragazzini, affascinati dal loro ritmo.
Al rullio dei tamburi si univano i rintocchi del campanone del Convento e quello dei potenti botti prodotti dai "colpi scuri". E l'eccezionalità dell'avvenimento era ed è tuttora rappresentata dal fatto che per mettere in funzione l'oramai pluricentenario campanone occorre la forza di una decina di persone circa.
Poi la sera dello stesso giorno, "l'apertura", con il medesimo rituale i fedeli accorrevano a salutare il santo nella sua chiesa addobbata sfarzosamente. Il giorno successivo, sabato, iniziava il novenario con un ciclo di predicazioni tenute da grandi predicatori della regione. La festa vera e propria durava tre giorni, da sabato a lunedì, con i giochi popolari.
Prima dell'avvento della luce elettrica, il corso principale del paese e la piazza venivano illuminate da rudimentali archi ad acetilene e le classiche "lampade cinesi", ossia dei palloncini di carta crespa con dentro un lumino. Con l'arrivo della luce i comitati si sono organizzati per fornirsi di archi veri e propri, con luci colorate che rappresentavano i motivi decorativi più svariati.
Sul palco sabato e domenica si esibivano gruppi bandistici, oggi incalzati dai cantanti più in voga del momento. Ma lo spettacolo più atteso della festa era fornito dai fuochi d'artificio, più volte indicati come i migliori nella regione. Quello degli spari era un evento sentito e apprezzato da tutti, tant'è che sono state indette delle vere e proprie gare.
La processione un tempo veniva divisa in due giorni, perché al santo veniva fatto fare l'intero giro del paese. Ma negli ultimi anni, invece, è stata ridotta ad un giorno, sia per ordini della Curia, sia perché era ritenuta troppo pesante. Infatti, ad oggi, il Santo compie il giro delle strade principali del paese. Particolarmente attesi erano i giochi popolari consistenti nel tiro alla fune, corsa dei sacchi, le pignatte, la pastasciutta, la cuccagna ecc.
Puntuali ogni anno sono i venditori ambulanti, la pesca di beneficenza organizzata dal comitato e la lotteria o “riffa”, con il tradizionale vitellino come primo premio. Altro aspetto tipico della festa è la cuccìa, a Spezzano chiamata "coccìa". Questa pietanza è formata da carne di maiale, pecora e capra, preparata con grano bollito e sale, e successivamente infornata.

### San Biagio e la chiesa

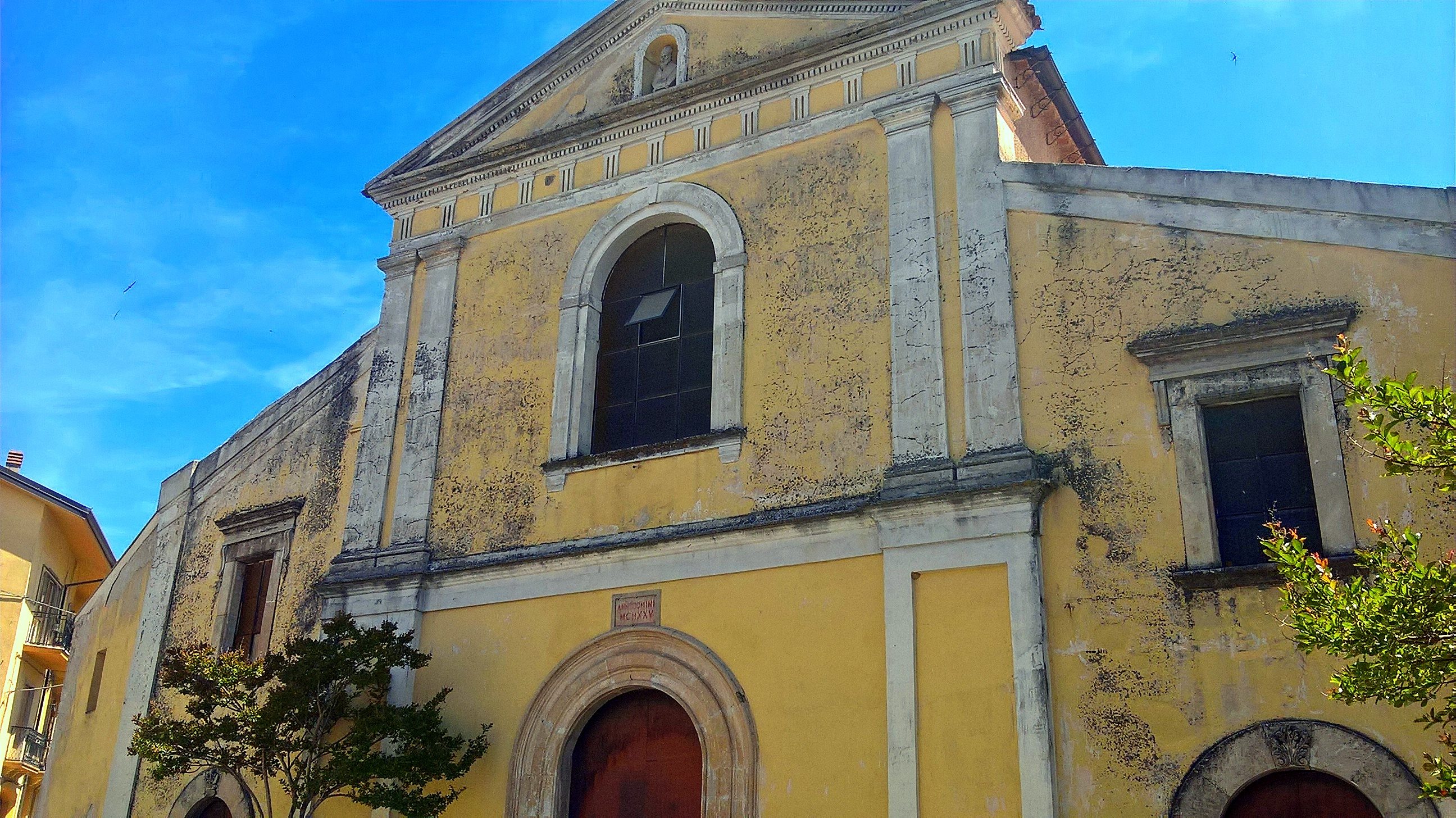
La Chiesa di San Biagio

La chiesa dedicata al santo è certamente la prima edificata a Spezzano, fu costruita come si narra, in una zona paludosa, dove i primi abitanti trovarono un'effigie del santo ed è per questo nominata a S. Biagio, che è ora il patrono del paese ed è festeggiato il 3 febbraio di ogni anno. La zona dove sorge la chiesa è ricca d'acqua e ancora oggi è presente una fontanella nota come"frisulu". Nella chiesa esistono le seguenti opere di notevole valore artistico: una statua di legno dedicata al santo stesso, cappello della fonte battesimale in pietra e la Pala del maggiore altare.
Le festività a S. Biagio sono oggi in tono più dimesso rispetto a quelle di S. Francesco. In altri tempi, tale ricorrenza era caratterizzata dal fatto che i possessori di cavalli, muli e asini, compivano al trotto numerosi giri alla chiesa per chiedere al santo di benedire i loro animali.
In occasione della festa ancora oggi si preparano dei dolci tipici spezzanesi detti "mastazzuoli", preparati con farina impastata con miele d'api e fatti a forma di S o delle iniziali dei familiari. Tali dolci venivano benedetti e distribuiti a famigliari e amici.
I fedeli compivano un giro all'interno della chiesa invocando la benedizione del santo che è definito il protettore della gola, il parroco infatti appoggia due candele incrociate alla gola ai fedeli. Ancora oggi quando in paese si verificano abbondanti nevicate si dice che il santo si sia toccato la barba.

### Aree archeologiche
Antichissime testimonianze, sulle rive del lago Cecita, risalgono all'uomo di Neandertal.
Tra la fine del neolitico e l'inizio dell'età del rame (3800-3300 a.C.), tutta la Sila venne occupata da insediamenti di agricoltori e pescatori che sfruttavano le antiche conche lacustri (Arvo e Cecita) per un caratteristico metodo di pesca con la rete. Ulteriori testimonianze risalgono all'antica età del bronzo (Ampollino e Cecita).
Il più importante insediamento di età greca, in Sila, è costituito dal santuario scoperto - a breve distanza da Camigliatello Silano - nel lago Cecita (VI-III secolo a.C.) ad opera della Soprintendenza per i Beni archeologici della Calabria. Altri scavi hanno messo in luce un importante insediamento di età romana dedicato all'estrazione e lavorazione della pece, attivo tra il III secolo a.C. ed il III secolo d.C..
Musei
Museo della biodiversità
Museo Nave della Sila
Museo Etnografico 
Museo Naturalistico del Cupone

## Società

### Evoluzione demografica
Abitanti censiti

## Cucina
Le tradizioni gastronomiche di questo centro sono strettamente legate al mondo contadino, che esprime il meglio dei sapori della terra attraverso la semplicità e la genuinità. È una zona ricca di funghi i quali, nel corso degli anni, sono diventati un ingrediente principale di gustose ricette locali. Inoltre, di particolare rilevanza è la produzione di formaggio legata all'allevamento del bestiame. Il più noto è il Caciocavallo Silano, un formaggio semiduro a pasta filata, prodotto con il latte vaccino. Può essere consumato sia fresco o stagionato, che grattugiato o fuso, ma sempre saporito e protagonista della tavola silana. Ottima anche la produzione delle carni, soprattutto quella di maiale, di agnello, di capretto e di cinghiale, grazie ai numerosi allevamenti presenti tra le alture della Sila.